# Riabininohadros
Riabininohadros là một chi khủng long, được Ulansky mô tả khoa học năm 2015.